# Élections législatives de 1951 en Corrèze
Les élections législatives françaises de 1951 se tiennent le 17 juin. Ce sont les deuxièmes élections législatives de la Quatrième République.

## Mode de scrutin
Représentation proportionnelle plurinominale suivant la méthode du plus fort reste dans 103 circonscriptions, conformément à la loi des apparentements : les listes qui se sont « apparentées » avant l'élection remportent tous les sièges de la circonscription si leurs voix ajoutées obtiennent la majorité absolue des suffrages exprimés. Il y a 629 sièges à pourvoir.
Le vote préférentiel est admis. 
Dans le département de la Corrèze, quatre députés sont à élire.

## Candidats

### Liste de défense républicaine
| N° | Candidats | Candidats       | Parti   | Principales fonctions |
| -- | --------- | --------------- | ------- | --- |
| 01 |           | Henri Queuille  | Radical | Président du Conseil, Ministre de l'Intérieur, député sortant Conseiller général du canton de Neuvic, docteur en médecine |
| 02 |           | Jean Montalat   | SFIO    | Pharmacien à Tulle, secrétaire de la fédération socialiste départementale                                                 |
| 03 |           | Victor Faure    | MRP     | Avocat à la Cour d'Appel de Paris, maire du 6ème arrondissement de Paris                                                  |
| 04 |           | Jean Massoulier | RGR     | Avocat, maire de Tulle |

### Liste d'union républicaine et résistante et antifasciste
| N° | Candidats | Candidats        | Parti | Principales fonctions                                          |
| -- | --------- | ---------------- | ----- | -------------------------------------------------------------- |
| 01 |           | Clément Chausson | PCF   | Cultivateur à Saint-Bonnet-Avalouze, député sortant            |
| 02 |           | Jean Goudoux     | PCF   | Ouvrier du bâtiment, conseiller général, député sortant, Brive |
| 03 |           | Raymonde Pacaud  | PCF   | Sage-femme, Ussel                                              |
| 04 |           | Félix Lestang    | PCF   | Cultivateur, conseiller général, maire de Bugeat               |

### Liste du Rassemblement du peuple français
| N° | Candidats | Candidats       | Parti | Principales fonctions                             |
| -- | --------- | --------------- | ----- | ------------------------------------------------- |
| 01 |           | Edmond Michelet | RPF   | Député sortant, ancien ministre, ancien résistant |
| 02 |           | Georges Duclap  | RPF   | Employé SNCF, syndicaliste CFTC                   |
| 03 |           | Henri Treuil    | RPF   | Propriétaire exploitant à Salon-la-Tour           |
| 04 |           | Noël Mazaud     | RPF   | Négociant en vins à Ussel                         |

### Liste du Centre national des indépendants et paysans
| N° | Candidats | Candidats               | Parti | Principales fonctions                        |
| -- | --------- | ----------------------- | ----- | -------------------------------------------- |
| 01 |           | Jacques Louis Bourdelle | CNIP  | Avocat, conseiller municipal de Tulle        |
| 02 |           | Charles Ceyrac          | CNIP  | Propriétaire exploitant à Collonges-la-Rouge |
| 03 |           | Justin Sandral          | CNIP  | Propriétaire exploitant                      |
| 04 |           | Antoine Valéry          | CNIP  | Propriétaire exploitant                      |

## Élus
| Député sortant   | Parti | Parti   | Député élu ou réélu | Parti | Parti   |
| ---------------- | ----- | ------- | ------------------- | ----- | ------- |
| Clément Chausson |       | PCF     | Clément Chausson    |       | PCF     |
| Jean Goudoux     |       | PCF     | Jean Goudoux        |       | PCF     |
| Henri Queuille   |       | Rad soc | Henri Queuille      |       | Rad soc |
| Edmond Michelet  |       | RPF     | Jean Montalat       |       | SFIO    |

## Résultats

### Résultats à l'échelle du département
- La liste de "Défense républicaine" comprenant le Parti radical, la SFIO, le MRP et le RGR s'est apparentée avec celle du CNIP.
- Leurs voix cumulées représentant moins de 50% des exprimés, les sièges sont répartis à la proportionnelle entre tous les partis.
- Le score de l'apparentement est considéré comme celui d'une liste pour la répartition générale, ensuite la répartition interne des sièges entre apparentées se fait également à la proportionnelle.

| Parti    | Parti                  | Tête de liste           | Résultats | Résultats | Sièges |  |
| Parti    | Parti                  | Tête de liste           | Voix      | %         |        |  |
| -------- | ---------------------- | ----------------------- | --------- | --------- | ------ |  |
|          | Rad soc-SFIO-MRP-RGR * | Henri Queuille          | 54 351    | 40,39     | 2      |  |
|          | PCF                    | Clément Chausson        | 54 326    | 40,38     | 2      |  |
|          | RPF                    | Edmond Michelet         | 19 967    | 14,84     | 1      |  |
|          | CNIP *                 | Jacques-Louis Bourdelle | 5 224     | 3,88      | 0      |  |
|          |                        |                         |           |           |        |  |
| Inscrits | Inscrits               | Inscrits                | 164 743   | 100,00    | 4      |  |
| Votants  | Votants                | Votants                 | 136 583   | 82,91     |        |  |
| Exprimés | Exprimés               | Exprimés                | 134 554   | 98,52     |        |  |